# ريتشموند ك. تيرنر
ريتشموند ك. تيرنر (بالبولندية: Richmond Turner)‏ (بالإنجليزية: Richmond K. Turner)‏ هو ضابط أمريكي وبولندي، ولد في 27 مايو 1885 في بورتلاند في الولايات المتحدة، وتوفي في 12 فبراير 1961 في مونتيري في الولايات المتحدة.